# Clanculus clanguloides
Clanculus clanguloides is een slakkensoort uit de familie van de Trochidae. De wetenschappelijke naam van de soort is voor het eerst geldig gepubliceerd in 1828 door Wood.